# Kanton Saint-Affrique
Der Kanton Saint-Affrique ist ein französischer Wahlkreis im Département Aveyron in der Region Okzitanien. Er umfasst elf Gemeinden im Arrondissement Millau und hat sein bureau centralisateur in Saint-Affrique. Im Rahmen der landesweiten Neuordnung der französischen Kantone 2015 blieb sein Zuschnitt unverändert.

## Geografie
Der Kanton Saint-Affrique ist 361,95 km2 groß und liegt im Mittel auf 375 m, zwischen 234 m in Saint-Izaire und 862 m in La Bastide-Pradines.

## Gemeinden
Der Kanton besteht aus elf Gemeinden mit insgesamt 12.475 Einwohnern (Stand: 1. Januar 2022) auf einer Gesamtfläche von 361,95 km²:
| Gemeinde               | Einwohner 1. Januar 2022 | Fläche km² | Dichte Einw./km² | Code INSEE | Postleitzahl |
| ---------------------- | ------------------------ | ---------- | ---------------- | ---------- | ------------ |
| Calmels-et-le-Viala    | 186                      | 23,20      | 8                | 12042      | 12400        |
| La Bastide-Pradines    | 120                      | 20,56      | 6                | 12022      | 12490        |
| Roquefort-sur-Soulzon  | 502                      | 17,03      | 29               | 12203      | 12250        |
| Saint-Affrique         | 7.924                    | 110,96     | 71               | 12208      | 12400        |
| Saint-Félix-de-Sorgues | 193                      | 31,00      | 6                | 12222      | 12400        |
| Saint-Izaire           | 318                      | 34,48      | 9                | 12228      | 12480        |
| Saint-Jean-d’Alcapiès  | 223                      | 8,62       | 26               | 12229      | 12250        |
| Saint-Rome-de-Cernon   | 961                      | 37,88      | 25               | 12243      | 12490        |
| Tournemire             | 420                      | 8,91       | 47               | 12282      | 12250        |
| Vabres-l’Abbaye        | 1.209                    | 41,36      | 29               | 12286      | 12400        |
| Versols-et-Lapeyre     | 419                      | 27,95      | 15               | 12292      | 12400        |
| Kanton Saint-Affrique  | 12.475                   | 361,95     | 34               | 1219       | –            |

Bei der Kantonsneuordnung 2015 änderte sich sein INSEE-Code von vorher 1229 auf 1219.

## Politik
| Vertreter im Departementrat | Vertreter im Departementrat | Vertreter im Departementrat |
| Amtszeit                    | Namen                       | Partei                      |
| --------------------------- | --------------------------- | --------------------------- |
| 2015–                       | Sébastien David Emilie Gral | UMP                         |